# Samuel Arnold
Samuel Arnold (ur. 10 sierpnia 1740 w Londynie, zm. 22 października 1802 tamże) – angielski kompozytor, organista i dyrygent.

## Życiorys
Jako dziecko był chórzystą w kapeli królewskiej, gdzie otrzymał podstawy edukacji muzycznej. Zdobył popularność jako autor dzieł scenicznych, a od 1764 roku występował jako klawesynista w Covent Garden Theatre. W 1773 roku Uniwersytet Oksfordzki przyznał mu tytuł Doctor of Music. W 1783 roku został organistą kapeli królewskiej, a w 1793 roku opactwa westminsterskiego. Od 1789 roku był dyrektorem Academy of Ancient Music.
Wydał 4-tomową antologię utworów dawnych kompozytorów angielskich Cathedral Music (1790), zapoczątkowaną przez Williama Boyce’a. Podjął także pierwszą próbę wydania zbiorczego dzieł Georga Friedricha Händla (140 zeszytów opublikowanych w latach 1787–1797). Skomponował ponad 100 dzieł scenicznych (oper, pantomim i in.), ponadto oratoria, anthemy, utwory instrumentalne.